# Schloßmühle (Weigenheim)
Schloßmühle ist ein Wohnplatz der Gemeinde Weigenheim im Landkreis Neustadt an der Aisch-Bad Windsheim (Mittelfranken, Bayern). Schloßmühle liegt in der Gemarkung Reusch.

## Lage
Die ehemalige Einöde Schloßmühle zählt zum Gemeindeteil Reusch. Die drei Wohngebäude tragen die Hausnummern dieses Ortes. Sie liegen an der Reusch (im Mittellauf Iffbach und im Unterlauf Iff genannt), einem linken Zufluss des Breitbachs.

## Geschichte
1806 kam der Ort an das Königreich Bayern. Mit dem Gemeindeedikt (frühes 19. Jahrhundert) wurde Schloßmühle dem Steuerdistrikt Ippesheim und der Ruralgemeinde Reusch zugewiesen. In der Bayerischen Uraufnahme ist sie als Haus-Nr. 75 des Ortes Reusch verzeichnet. Einen Namen trägt das Anwesen nicht. In den amtlichen Ortsverzeichnissen nach 1888 wird Schloßmühle nicht mehr aufgelistet, sie zählt von da an zu Reusch.
Am 1. Juli 1972 wurde Schloßmühle im Zuge der Gebietsreform in Bayern nach Weigenheim eingegliedert.

## Einwohnerentwicklung
| Jahr      | 001818 | 001836 | 001840 | 001861 | 001871 | 001885 |
| Einwohner | 4      | 10     | *      | 7      | 6      | 4      |
| Häuser    | 1      | 2      | *      |        |        | 1      |
| Quelle    | [ 3 ]  | [ 8 ]  | [ 9 ]  | [ 10 ] | [ 11 ] | [ 12 ] |

## Religion
Der Ort ist evangelisch-lutherisch geprägt und nach St. Marien (Reusch) gepfarrt.